# Horaci Acquaviva
Horaci Acquaviva (n...? - 1617) militar i teòleg italià.
Fill de Gianni Jeronimo Acquaviva, la seva vida fou força agitada. Es distingí en la batalla de Lepant, i després d'aquesta memorable victòria deixà les armes per a retirar-se a un convent de caputxins, on sobresortí com a teòleg i orador sagrat. Més tard fou cistercenc, tornà a dedicar-se a la carrera de les armes, i finalment, entra de nou a l'eclesiàstica, arribant a ser bisbe de Cajazzo.
Morí a conseqüència d'una caiguda de cavall.